# 시빅 아레나 (피츠버그)
시빅 아레나(영어: Civic Arena)는 미국 펜실베이니아주 피츠버그에 위치한 실내 경기장이다. 과거 ABA 피츠버그 파이퍼스/피츠버그 콘도르스와 NHL 피츠버그 펭귄스, 그리고 AHL 피츠버그 호니츠의 홈경기장으로 사용했다.
| NHL 올스타전 개최 경기장 |                    |                 |
| 1989년                   | 1990년 시빅 아레나 | 1991년          |
| 노스랜즈 콜리시엄        | 1990년 시빅 아레나 | 시카고 스타디움 |
|                          |                    |                 |
|                          |                    |                 |